# Speos Artemidos
Speos Artemidos (en griego «gruta de Artemisa»), también conocido como إسطبل عنتار, Isṭabl ʿAntār (en árabe «establo de Antar») es un templo del Egipto medio. Está situado al lado de Beni Hassan, 3 km al este, cerca del wadi Batn el-Baqara, donde se encuentran dos templos excavados en la roca erigidos por la reina Hatshepsut en honor de la diosa con cabeza de leona Pajet, que llevaba los títulos de la «diosa de la boca del río», «la que araña» y «la diosa que obra el camino de las lluvias torrenciales», que era adorada desde antiguo en la región como una diosa de la caza. La diosa también se presentaba con el aspecto de Hathor.

## Descripción
La fachada tiene una longitud de 15 metros pero la forma es original y única en los templos egipcios. Tiene una inscripción a 42 columnas que habla a los dioses y a los hombres, presentando los trabajos de Hatshepsut en el lugar y en toda la región; la reina se glorifica de haber reconstruido monumentos destruidos bajo los hicsos más de sesenta años antes. En el interior, un pronaos sostenido por dos líneas de 4 pilares, que tenían que recibir una decoración adecuada pero no se acabaron (Hathor está representada en la parte hacia el exterior y Osiris en la parte interior); los pilares llevan los cartuchos de Tutmosis III, Seti I y seguramente Pinedyem I; en la parte oriental de las paredes del templo están grabadas escenas del reino de Hatshepsut pero arregladas bajo Seti I. La parte occidental presenta escenas de Seti I. En la puerta que sigue está el nombre de Seti I, y después Paynedjem I con la corona roja; sigue un corredor con escenas de la coronación de Seti I y ofrendas a Pajet; hay algunos grafitis faraónicos, griegos y coptos; el corredor que lleva al santuario no fue acabado; hay un nicho vacío que lleva el nombre de Seti I probablemente para una estatua; a la izquierda un nicho con la estatua de Pajet.

## Entorno
No lejos del Speos hay una pequeña capilla rústica dedicada a Pajet por Hatshepsut, Tutmosis III y Neferure (hija de Hatshepsut). Fue igualmente cortada en la roca y no fue acabada pero después fue decorada en el reinado de Alejandro II. Esta capilla se conocida como Speos Batn al-Bakarah.
Los dos templos están rodeados por restos de un cementerio de gatos, animal que era dedicado a la diosa Pajet. En época helenística fue llamado por los griegos Speos Artemidos, al asimilar a Pajet con Ártemis. Algunas de las cuevas de la región fueron luego habitadas por los primeros cristianos durante los siglos III y IV.